# Hidrelétrica Curuá-Una
Hidrelétrica Curuá-Una är ett vattenkraftverk i Brasilien.   Det ligger i kommunen Santarém och delstaten Pará, i den centrala delen av landet, 1 600 km norr om huvudstaden Brasília. Hidrelétrica Curuá-Una ligger 22 meter över havet.
Terrängen runt Hidrelétrica Curuá-Una är huvudsakligen platt. Hidrelétrica Curuá-Una ligger nere i en dal. Runt Hidrelétrica Curuá-Una är det ganska glesbefolkat, med 21 invånare per kvadratkilometer..
I omgivningarna runt Hidrelétrica Curuá-Una växer i huvudsak städsegrön lövskog.